# ソース・ボルドレーズ

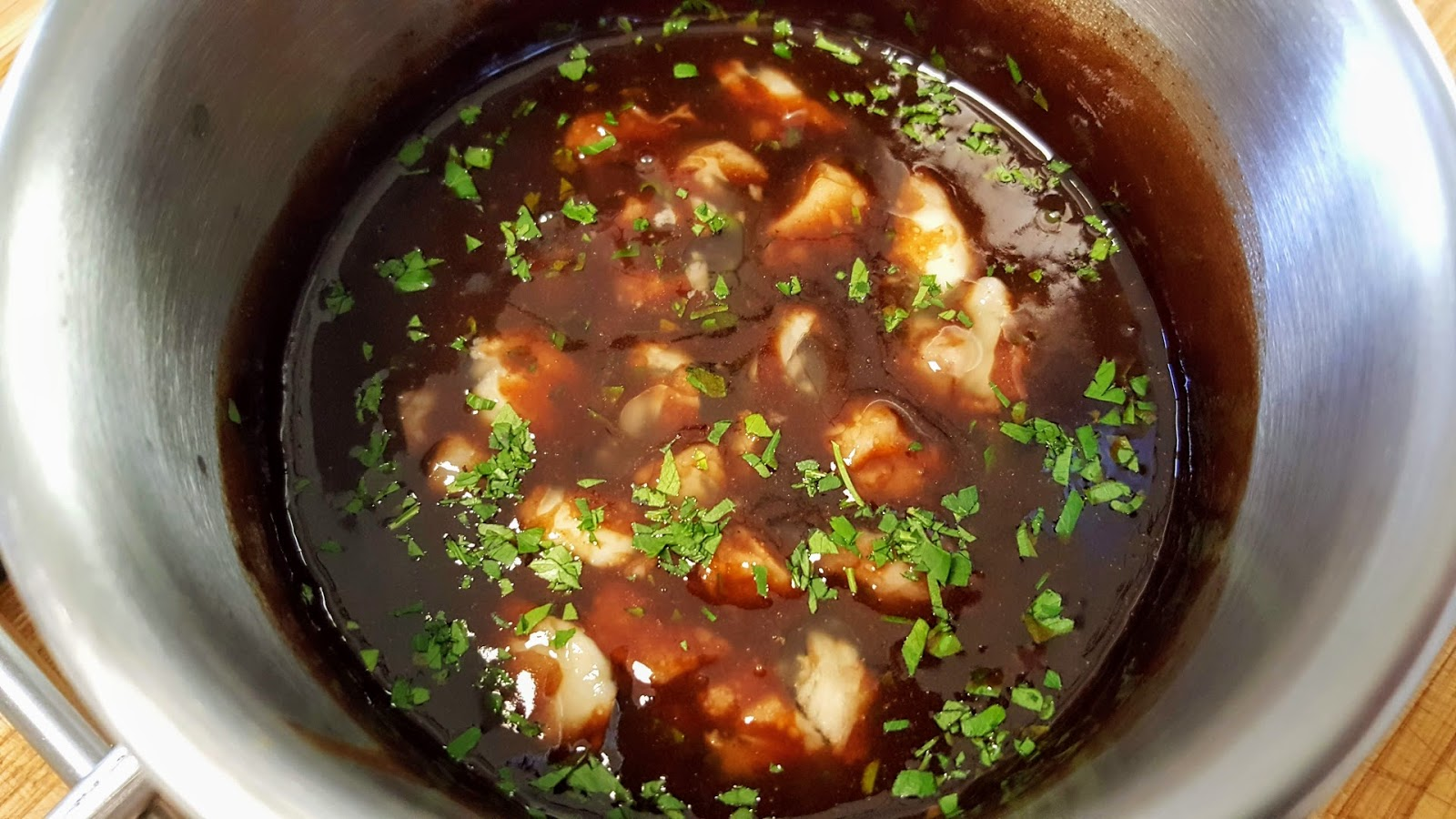
ソース・ボルドレーズ

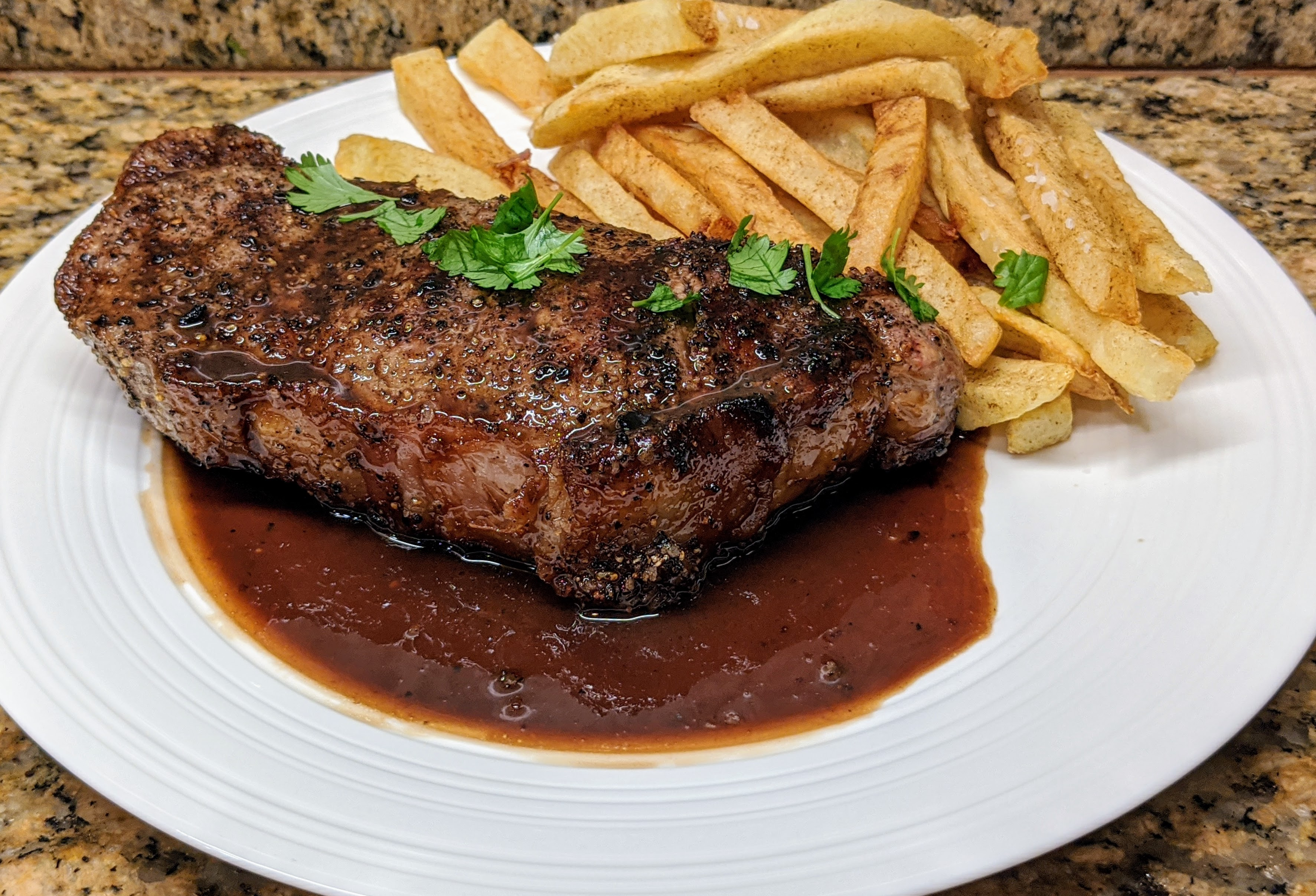
ビーフステーキ ソース・ボルドレーズ フライドポテト添え

ソース・ボルドレーズ、ボルドレーズソース（フランス語: sauce bordelaise）は、フランス料理のソースの1種。赤ワインを使用したソースである。
名称は、「ボルドー風ソース」の意である。ワイン商人のソース、ソース・マルシャン・ド ・ヴァン（sauce marchand de vin）という別名でも呼ばれる。

## 作り方の例
1. エシャロットと赤ワインを寸胴に入れ、煮詰める[4]。
2. フォン・ド・ヴォーを加えて、さらに煮詰める[4]。